# Łubna-Jarosłaj
Łubna-Jarosłaj [ˈwubna jaˈrɔswai̯] es un pueblo ubicado en el distrito administrativo de Gmina Błaszki, dentro del Distrito de Sieradz, Voivodato de Łódź, en Polonia central. Se encuentra aproximadamente a 9 kilómetros al sureste de Błaszki, a 17 kilómetros al oeste de Sieradz, y a 70 kilómetros al oeste de la capital regional Lodz.